# Gøgereden (film)
 Der er for få eller ingen kildehenvisninger i denne artikel, hvilket er et problem. Du kan hjælpe ved at angive troværdige kilder til de påstande, som fremføres i artiklen.

Gøgereden (originaltitel: One Flew Over the Cuckoo's Nest) er en amerikansk film fra 1975, som er baseret på romanen med samme navn af Ken Kesey. Filmen er instrueret af den tjekkoslovakiske filminstruktør Miloš Forman og blev den første film, der vandt alle fem større Oscarkategorier siden It Happened One Night fra 1934. 
Indspilningen af filmen foregik på Statshospitalet i byen Salem i den amerikanske stat Oregon.

## Handling
Filmens hovedperson er voldtægtsforbryderen Randle Patrick McMurphy (Jack Nicholson), som efter et kort ophold i fængslet bliver overflyttet til et psykiatrisk hospital. Dette sker da han er træt af igen at sidde i fængsel, og spiller derfor sindssyg, for at tilbringe resten af sin tid på et psykiatrisk hospital. Her stifter han bekendtskab med hospitalets øvrige patienter, blandt andet den stammende Billy Bibbit (Brad Dourif) og den døvstumme indianer, som blot går under navnet 'Høvding' (Will Sampson), samt ikke at forglemme oversygeplejersken Mildred Ratched (Louise Fletcher), som har mange års erfaring, men hvis metoder virker bestialske. McMurphy, som vitterligt ikke bryder sig om hospitalets behandling af patienterne, samt begrænsningen af patienternes rettigheder, gør sig hurtigt venner med de øvrige patienter, og opildner dem til at kæmpe for deres rettigheder. I første omgang får han dem til at bryde reglerne, ved at spille om deres cigaretter. McMurphy vædder om hvorvidt han er i stand til at løfte en hydroterapi-fontæne af marmor løs, for derefter at smadre den mod de tilgitrede ruder, for at slippe ud af hospitalet. Dette væddemål taber han imidlertid.
Oversygeplejerske Ratched betragter McMurphy som en trussel, og gør hvad hun kan for at forhindre ham i yderligere at bryde reglerne og sætte griller i de øvrige patienter. Da McMurphy får hjælp af Høvding til at komme uden for hospitalets område, for derefter at kapre den bus, hospitalets patienter skulle på udflugt i, indser hospitalets personale, at McMurphy er farlig. Før buschaufføren får sat sig ind i bussen, kører McMurphy af sted med de fleste patienter som passagerer, og han leder dem ud til havnen, hvor han sejler med dem ud på havet for at fiske. Da McMurphy atter kommer tilbage til hospitalet, bliver han, Høvding og en patient ved navn Charlie Cheswick (Sydney Lassick) involveret i en slåskamp med hospitalets opsynsmand Washington (Nathan George) og andet personale. Derpå træffer personalet den beslutning, at de tre involverede patienter skal gennemgå elektrochokterapi. Mens Cheswick modtager elektrochok venter McMurphy og Høvding på en bænk. Da McMurphy giver Høvding et stykke tyggegummi siger Høvding tak, på trods af, at man hidtil havde regnet ham for at være døvstum. Det viser sig, at Høvding hader hospitalet ligeså meget som McMurphy, men at han modsat McMurphy vælger ikke at tage sig af det, men i stedet forblive stille. Efter at have gennemgået elektrochokterapi udtænker McMurphy en plan, som vil give ham og Høvding mulighed for at undslippe.
Om natten den 10. december 1963 sniger McMurphy sig ind på oversygeplejerskens kontor, hvor han via en telefon aftaler med sin kæreste, Candy, at hun skal komme og hjælpe ham med at slippe væk, og at hun skal medbringe masser af sprut. McMurphy bestikker nattevagten, Orderly Turkle (Scatman Crothers), til at åbne vinduet mod at få sprut og samleje, og Candy træder ind i følgeskab med en anden kvinde. Billy flirter med Candy, og McMurphy siger til hende, at hun skal gå i seng med Billy, og mens de to har sex i et andet rum, fester de øvrige patienter og drikker sig fulde. De falder dog alle i søvn før nogen når at slippe væk, og næste morgen ankommer oversygeplejersken sammen med det øvrige personale. Hun beder opsynsmændene rengøre lokalet og tælle, at alle patienter er til stede. Da de opdager, at de mangler Billy, begynder de at lede i hele hospitalet, indtil de finder ham sammen med Candy. Billy er på dette tidspunkt meget glad, og han taler helt uden at stamme, indtil oversygeplejersken truer med at fortælle om hele episoden til Billys mor, som hun er veninde med. Billy tigger hende om at lade være, og bliver meget hysterisk. I et kort øjeblik hvor han er alene, begår han selvmord. Oversygeplejersken befaler de øvrige patienter at forholde sig roligt, men da McMurphy ser hvad der er sket, går han til angreb på hende og forsøger at kvæle hende. Opsynsmanden redder imidlertid oversygeplejersken på falderebet.
Senere bliver McMurphy slæbt af sted for at gennemgå endnu en straf. Høvding holder sig vågen den aften for at vente på sin ven, så de kan flygte. Da McMurphy bliver porteret ind viser det sig dog, at hans straf var lobotomi. Høvding nægter at efterlade McMurphy i den tilstand, og kvæler ham ved at presse en pude ned over hans hoved. Derefter benytter han sig af McMurphys oprindelige plan til at undslippe. Han løfter marmorfontænen løs og smadrer den mod ruderne. Derpå ses han løbe af sted, formodentlig med Canada som destination.

## Medvirkende
Oprindelig lå rettighederne til at filmatisere Ken Keseys roman hos Kirk Douglas, som havde spillet rollen som Randle McMurphy i et teaterstykke i 1964. Han håbede nu på også at kunne spille denne rolle i filmen. Han gav dog rettighederne videre til sin søn, Michael Douglas, som besluttede, at hans far var for gammel til rollen. For en tid var Kirk vred på sin søn grundet dette. James Caan, Marlon Brando og Gene Hackman blev tilbudt rollen, før det blev besluttet, at Jack Nicholson skulle spille denne rolle. Seks kvinder blev tilbudt rollen som oversygeplejerske Ratched. Disse var Anne Bancroft, Colleen Dewhurst, Geraldine Page, Ellen Burstyn, Jane Fonda og Angela Lansbury. En syvende kvinde, Louise Fletcher, blev accepteret til rollen blot en uge før indspilningen gik i gang.
| Skuespiller        | Rolle                             |
| ------------------ | --------------------------------- |
| Jack Nicholson     | Randle Patrick McMurphy           |
| Louise Fletcher    | Oversygeplejerske Mildred Ratched |
| William Redfield   | Dale Harding                      |
| Dean R. Brooks     | Læge John Spivey                  |
| Scatman Crothers   | Orderly Turkle                    |
| Danny DeVito       | Martini                           |
| William Duell      | Jim Sefelt                        |
| Brad Dourif        | Billy Bibbit                      |
| Christopher Lloyd  | Max Taber                         |
| Will Sampson       | Høvding Bromden                   |
| Vincent Schiavelli | Frederickson                      |
| Nathan George      | Opsynsmand Washington             |
| Mwako Cumbuka      | Opsynsmand Warren                 |
| Josip Elic         | Pete Bancini                      |
| Lan Fendors        | Sygeplejerske Itsu                |
| Ken Kenny          | Beans Garfield                    |
| Alonzo Brown       | Miller                            |
| Michael Berryman   | Ellis                             |
| Peter Brocco       | Colonel Matterson                 |
| Sydney Lassick     | Charlie Cheswick                  |
| Mimi Sarkisian     | Sygeplejerske Pilbow              |

## Priser
Gøgereden har modtaget mange priser. Den vandt fem Oscars, blandt andet bedste skuespiller ved Jack Nicholson, bedste skuespillerinde ved Louise Fletcher og bedste instruktør ved Miloš Forman. Filmen rangerer desuden som nummer tyve på AFI's liste over de hundrede bedste amerikanske film nogensinde, mens Louise Fletcher rangerer som nummer fem på AFI's liste over største filmskurke. I Sverige blev filmen vist i biograferne i tolv år i perioden 1975-1987. Det er stadig verdensrekord.
Ken Kesey som skrev romanen, filmen er baseret på, så aldrig filmen. Dette skyldes, at der var en strid omkring den finansielle indtægt fra filmen, hvorfor han opsøgte en advokat, som viste sig at være 'rædselsfuld'. De to kom op at skændes, og advokaten råbte til Ken, at han vel ville være den første til at se filmen, når den blev udgivet. Derpå svor Ken, at han aldrig ville se filmen. Ken døde i 2001.